# Mesochria vulgaris
Espèce
Mesochria vulgaris est une espèce de diptères nématocères de la famille des Anisopodidae.

## Étymologie
Son nom spécifique, du latin vulgaris, « foule, multitude », et ce en raison de son abondance.

## Publication originale
- (en) F. Christian Thompson, « New Mesochria species (Diptera: Anisopodidae) from Fiji, with notes on the classification of the family », Bishop Museum Occasional Papers, Honolulu, Bishop Museum Press (d), vol. 86,‎ 2006, p. 11-21 (ISSN 0893-1348 et 2376-3191, lire en ligne).